# غاكوتو كودا
غاكوتو كودا (باليابانية: 甲田学人) (1977، تسوياما في اليابان)؛ روائي ياباني.